# ماريو بارتي (سلسلة)
ماريو بارتي (بالإنجليزية: Mario Party)‏ هي سلسلة ألعاب فيديو حفلات جماعية التي تستخدم شخصيات ماريو، أينما لاعبي بشر أو حاسوب يمكنهم التحكم بهذه الشخصيات للتنافس في ألعاب الألواح المندمجة مع ألعاب مصغرة. هذه السلسلة من تطوير شركة هادسن سوفت سابقًا وإن دي كيوب حاليًا ونشر شركة نينتندو (مع أن نسخ الصالات من تطوير شركة كابكوم.)
كان أول إصدار من هذه السلسلة يحمل اسم ماريو بارتي وذلك في 14 ديسمبر 1998. وآخر إصدار كان في 29 أكتوبر 2021 ويحمل اسم ماريو بارتي سوبرستارز.

## الإصدارات
| الاسم                   | الجهاز المستخدم | سنة الإصدار | المطور     | الملاحظات                                                                               |
| ----------------------- | --------------- | ----------- | ---------- | --------------------------------------------------------------------------------------- |
| ماريو بارتي             | نينتندو 64      | 1998        | هادسن سوفت |                                                                                         |
| ماريو بارتي 2           | نينتندو 64      | 2000        | هادسن سوفت |                                                                                         |
| ماريو بارتي 3           | نينتندو 64      | 2001        | هادسن سوفت | أول ظهور لوالويجي ودايزي                                                                |
| ماريو بارتي 4           | غيم كيوب        | 2002        | هادسن سوفت |                                                                                         |
| ماريو بارتي 5           | غيم كيوب        | 2003        | هادسن سوفت |                                                                                         |
| ماريو بارتي 6           | غيم كيوب        | 2005        | هادسن سوفت |                                                                                         |
| ماريو بارتي أدفانس      | غيم بوي أدفانس  | 2005        | هادسن سوفت |                                                                                         |
| ماريو بارتي 7           | غيم كيوب        | 2006        | هادسن سوفت |                                                                                         |
| ماريو بارتي 8           | وي              | 2007        | هادسن سوفت |                                                                                         |
| ماريو بارتي دي إس       | نينتندو دي أس   | 2007        | هادسن سوفت |                                                                                         |
| ماريو بارتي 9           | وي              | 2012        | إن دي كيوب | اضافة نوعية جديدة من النجمة وهي ميني زتار وتنقل لاعبين في المرحلة جميعهم في مركبة واحدة |
| ماريو بارتي: آيلاند تور | نينتندو 3دي أس  | 2013        | إن دي كيوب |                                                                                         |
| ماريو بارتي 10          | وي يو           | 2015        | إن دي كيوب |                                                                                         |
| ماريو بارتي: ستار راش   | نينتندو 3دي أس  | 2016        | إن دي كيوب |                                                                                         |
| ماريو بارتي: ذا توب 100 | نينتندو 3دي أس  | 2017        | إن دي كيوب |                                                                                         |
| سوبر ماريو بارتي        | نينتندو سويتش   | 2018        | إن دي كيوب |                                                                                         |
| ماريو بارتي سوبرستارز   | نينتندو سويتش   | 2021        | إن دي كيوب |                                                                                         |

## أسماء الشخصيات
- ماريو
- لويجي
- أميرة بيتش
- يوشي
- واريو
- دونكي كونغ
- باوزر
- الأميرة ديزي
- والويجي
- روزالينا
- تود
- بولين